# NGC 1953
NGC 1953 ist ein offener Sternhaufen in der Großen Magellanschen Wolke im Sternbild Schwertfisch. Der Sternhaufen wurde am 31. Januar 1835 von dem Astronomen John Herschel mit einem 48-cm-Teleskop entdeckt; die Entdeckung wurde später im New General Catalogue verzeichnet.